# Eleuterio Felice Foresti
Eleuterio Felice Foresti (San Biagio d'Argenta, 20 febbraio 1789 – Genova, 14 settembre 1858) è stato un patriota e diplomatico italiano naturalizzato statunitense.
Massone e carbonaro, professore di italiano alla Columbia University e alla New York University, primo console degli Stati Uniti a Genova.

## Biografia
Nel 1805 si arruola nelle truppe napoleoniche e nel 1809 si laurea in legge presso l'Università di Bologna, venendo in seguito nominato nel 1811 dal Governo napoleonico giudice di pace a Crespino (Rovigo) e nel 1814 viene confermato in questo incarico dal Governo austriaco. 
Massone, membro della Loggia di Brescia, nel 1817 entra nella Carboneria nella Vendita di Ferrara ricevendo tutti i Gradi iniziatici. Gli viene affidato l'incarico di diffonderla negli Stati Austriaci.
La sua carriera come pubblico ufficiale prosegue e il 2 marzo 1818 viene nominato pretore di Crespino (Rovigo).
Scoperto viene arrestato dalla polizia austriaca il 7 gennaio 1819 e il 24 dicembre 1820 viene emessa la sua sentenza di morte, poi commutata in 20 anni di carcere duro
Il 12 gennaio 1821 viene trasferito nel carcere dello Spielberg in Moravia dove condivide la prigionia con Silvio Pellico e con gli altri carbonari italiani. Con Silvio Pellico mantiene, negli anni a venire, un rapporto epistolare dal quale traspare un'amicizia intensa fatta di particolare affezione e stima reciproca. In una lettera inviata da Roma il 2 aprile 1852, Silvio Pellico gli scrive: " ... Tu mi sei stretto da sacre memorie di lunga sventura e più dalla stima che allora tu m'hai ispirata e che ti conservo. Questo si appoggia non solo alla cognizione che ho de' tuoi pregi d'intelletto, ma alle testimonianze che mi sono date da molti dell'esempio costante che tu dai della tua saviezza e della tua bontà. Tu sei di quelli che oltre all'indole generosa, aggiungono il merito di veder le cose assennatamente...".
Nel 1835 gli viene offerta la possibilità di scegliere il bando perpetuo negli Stati Uniti d'America in alternativa alla conclusione della pena allo Spilberg, nel marzo del 1836, viene trasferito al castello di Gradisca (Gorizia). Ai primi di agosto viene imbarcato a Trieste sul vascello Ussaro con destinazione New York, dove giunge il 16 ottobre 1836. Con lui viaggiano in esilio altri patrioti come Pietro Borsieri, Luigi Tinelli, Felice Argenti, Gaetano de Castillia e Giovanni Albinola.
Alla morte di Lorenzo Da Ponte, nel 1838, Foresti ottiene la cattedra di Lingua e Letteratura Italiana presso il Columbia College, una posizione che manterrà per quasi vent'anni. Nel 1842 ottiene anche la cattedra di Lingua e Letteratura Italiana all'Università di New York.
La sua opera più importante nel campo dell'italianistica è: Crestomazia italiana: una collezione di pezzi selezionati a prosa italiana (New York, NY: D. Appleton & Co., 1846).
Durante il periodo statunitense si distingue per l'attivismo nel sostegno della causa italiana, sia attraverso la raccolta di fondi che di sensibilizzazione dell'opinione pubblica. Funge da trait d'union tra Giuseppe Garibaldi e Giuseppe Mazzini.
A New York è presidente della Società di benevolenza italiana per istruire gli italiani incolti sulla morale religiosa e sull'educazione civile e promuove la fondazione di una scuola gratuita per fanciulli.
Nel 1841 diventa cittadino statunitense e utilizzando il nome E. Felix Foresti il 6 giugno, costituisce a New York la Congrega centrale della Giovine Italia per l'America del Nord e gliene viene affidata la presidenza.
Nel 1849 viene nominato "Agente della Repubblica Romana a New York" secondo quanto pubblica il 17 aprile 1849 il giornale di Mazzini "L'Italia del Popolo" Anno II, n.3.
In seguito nel 1850 fonda a New York “L'Esule Italiano”, una rivista in lingua italiana e viene nominato Delegato del Triumvirato in America.
Nel maggio 1853, viene nominato dal presidente degli USA Franklin Pierce, primo console statunitense a Genova. Il governo savoiardo si oppose alla sua nomina a console degli Stati Uniti d'America, proprio per i suoi trascorsi mazziniani. Alla fine appoggiò la Lega Nazionale del Pallavicino, ottenendo così l'exequatur dal Regno di Sardegna e fu lui che presentò Giuseppe Garibaldi a Camillo Benso, conte di Cavour.
Il 3 maggio 1856, lascia New York. Il 14 settembre 1858, muore a Genova.
Foresti venne sepolto nel Cimitero monumentale di Staglieno, sulla lapide vi è scritto:
insegna colla sola virtù del suo nome lagrimato

come fortezza d'animo,gentilezza di cuore e bontà d'ingegno

possano vincere la prova d'una immediata sventura

da che due anni di prigione in Venezia

dodici nella rocca dello Spielberg

e diciotto di onorato ed operoso esiglio in America

non valsero a scemargli fede nelle sorti della sua terra

che lo rivedeva alla perfine cittadino degli Stati Uniti

i quali affidavano il loro libero ed audace vessillo

a quelle mani che per libertà furono impedite di catene

moriva in Genova di anni LXIX

XIX settembre dell'anno MDCCCLVIII»
Per la sua morte lo scrittore statunitense Henry Theodore Tuckerman gli dedicò i seguenti versi, così tradotti in italiano: